# Кохання приходить не одне
«Кохання приходить не одне» — кінофільм режисерки Світлани Музиченко, що вийшов на екрани в 2011 році.

## Сюжет
Коханню будь-який вік покірний, а знайти своє щастя можна деколи у найбільш несподіваному місці. Від Ірини йде чоловік до молодої Олени. Однак та йому швидко надокучає і він вирішує повернутися до героїні. Альона важко переживає це і вчиняє спробу самогубства. Та дивом виживає і потрапляє на лікарняне ліжко. Там виявляється, що вона вагітна. Іван, батько Олени, вирушає до Ірини, щоб умовити її відпустити чоловіка до його доньки. Ірина несподівано погоджується, раптово усвідомивши, що закохалася в Івана з першого погляду.

## Ролі
| Актор                 | Роль |
| --------------------- | ---- |
| Наталія Антонова      | -    |
| Андрій Ільїн          | -    |
| Ігор Верник           | -    |
| Анна Халілуліна       | -    |
| Ольга Хохлова         | -    |
| Єлизавета Водолазська | -    |
| Валентина Грушина     | -    |
| Андрій Москвичев      | -    |
| Марія Померанцева     | -    |
| Ольга Матушкіна       | -    |

## Знімальна група
- Режисерка — Світлана Музиченко
- Сценаристка — Ніна Вадченко
- Продюсер — Анастасія Шипуліна, Родіон Павлючик
- Композитор — Микола Іншаков